# Jerusalem Open
Il Jerusalem Open, noto come Jerusalem Volvo Open per ragioni di sponsorizzazione, è stato un torneo professionistico di tennis giocato su campi in cemento. Faceva parte dell'ATP Challenger Tour e si è giocata la sola edizione del 2019 all'Israel Tennis Center di Gerusalemme, in Israele.

## Albo d'oro

### Singolare
| Anno | Campione        | Finalista    | Punteggio           |
| ---- | --------------- | ------------ | ------------------- |
| 2019 | Danilo Petrović | Filip Peliwo | 7–6(3), 6(8)–7, 6–1 |

### Doppio
| Anno | Campioni                    | Finalisti                | Punteggio   |
| ---- | --------------------------- | ------------------------ | ----------- |
| 2019 | Ariel Behar Gonzalo Escobar | Evan King Julian Ocleppo | 6–4, 7–6(5) |